# Robert Riis
Robert Riis (født 2. november 1922 i Fuglebjerg, død 14. februar 2000) var en dansk kreditforeningsdirektør.
Han var søn af manufakturhandler Carl Riis (død 1943) og hustru Margrethe f. Larsen (død 1978). Robert Riis blev student fra Sorø Akademi 1941 og cand.jur. 1948. Han begyndte karrieen i Grosserer-Societetets komité og Det Internationale Handelskammer. Efter 19 år her blev han direktør i Creditkassen for Landejendomme i Østifterne og tre år senere direktør i den nye Forenede Kreditforeninger. Robert Riis var 1981-85 administrerende direktør, men gik af, da selskabet efter fusionen med Jyllands Kreditforening kom til at hedde Nykredit. I 1977 overtog han tillige stillingen som direktør for Færøernes Realkreditinstitut og fortsatte her til 1988. Robert Riis havde desuden været medlem af Landbrugsministeriets udvalg angående beskyttelse af planteforædleres rettigheder, af Plantenyhedsnævnet og af bestyrelsen for Dansk Planteforædling. 1971-73 var han medlem af Grosserer-Societetets repræsentantskab og 1973 for Soransk Samfund. Han var Ridder af Dannebrog.
Han blev gift 27. februar 1948 med Jytte Jensen (født 20. september 1926 i Odense), datter af overlærer Gerhard Jensen (død 1969) og hustru og hustru, skoleinspektør Sigrid Jensen f. Petersen (død 1940).